# La ragazza ruggente
La ragazza ruggente (The Roaring Girl) è una commedia di Thomas Middleton e Thomas Dekker, scritta tra il 1607 e il 1610. L'opera è ispirata alla figura storica di Mary Frith, una donna che nei primi anni del diciassettesimo secolo si fece un nome a Londra come virago e borseggiatrice (da qui il nomignolo "Mary Cutpurse").

## Trama
Atto I
Mary Fitz-Allard e Sebastian sono innamorati, ma i loro padri non permettono ai due di sposarsi, dato che Sir Alexander (il padre di Sebastian) chiede una dote troppo alta ai genitori della ragazza. Tuttavia Sebastian ha elaborato un piano per sposare Mary: fingerà di essersi innamorato di Moll Cutpurse, nota ladra che va in giro vestita da uomo, così che il padre sarà costretto a rivalutare Mary per evitare che il figlio sposi una donna così controversa. Il suo piano sembra avere successo e Sir Alexander è sconvolto quando scopre che il figlio fa la corte alla ladra, ma non abbastanza da lasciargli sposare Mary. Alexander ordina dunque al suo servo Trapdoor di farsi assumere come domestico da Mary, entrare nelle sue grazie e trovare un modo per distruggerla.
Atto II
Diversi damerini fanno acquisti in negozi londinesi e flirtano con le mogli dei negozianti. Laxton corteggia la signora Gallipot nel negozio di tabacchi: non è veramente attratto dalla donna ma la corteggia per farsi dare i soldi che gli servono per portare fuori altre ragazze. Jack Dapper, un giovane prodigo, è in cerca di una piuma elegante per adornare il suo cappello. In negozio entra anche Moll, che affascina Laxton per il suo modo di fare, che gli suggerisce che la donna possa essere di facili costumi. Laxton la corteggia e Moll accetta di incontrarlo ai Gray's Inn Fields alle tre del pomeriggio. Trapdoor si presenta alla virago e le offre i suoi servigi e Moll, riluttante, accetta e ordina anche a lui di presentarsi al Gray's Inn alle tre. Sir Alexander spia Sebastian mentre il figlio corteggia Moll, che però lo rifiuta essendo casta e non desiderando sposarsi. Il giovane promette di insistere con il corteggiamento, anche se il padre lo rimprovera perché pensa che Moll sia una prostituta che porterà disonore alla famiglia; Sir Alexander decide di umiliare la virago in pubblico e Sebsatian pensa che sia meglio mettere Moll al corrente del suo piano e farsi aiutare da lei per il finto corteggiamento per ingannare il padre.
Atto III
Laxton arriva all'appuntamento con Moll e la donna si fa trovare vestita da uomo e pronta al duello: sfida Laxton perché il giovane ha messo in dubbio il suo onore considerando tutte le donne prostitute e gli rimprovera anche la leggerezza con cui Laxton parla della prostituzione, una tragica condizione a cui molte donne sono costrette. I due duellano e Moll ferisce Laxton, che si allontana sanguinante e umiliato. Trapdoor arriva all'appuntamento e Moll lo assume, anche se sospetta delle sue vere intenzioni.
Intanto la signora Gallipot continua a tenere nascosta la sua relazione con Laxton al marito. Il suo corteggiatore le chiede trenta sterline per lettera: la donna non possiede questa somma me escogita un piano per procurarseli. La signora Gallipot dice al marito che Laxton è un vecchio spasimante con cui era fidanzata prima di crederlo morto e sposarsi quindi con il negoziante. Ma Laxton non era affatto morto e la vorrebbe sposare. Gallipot è sconvolto, ma è innamorato della moglie e decide di comprare il silenzio di Laxton con trenta sterline. I due uomini si incontrano per il pagamento: Laxton ottiene le trenta sterline ed esce di scena gongolando per la superficialità e gli inganni delle donne.
Trapdoor informa Alexander che Moll e Sebastian presto si incontreranno per fare sesso nella camera da letto del padre ed Alexander decide di fermali. Intanto l'uomo riceve la visita di Sir Davy Dapper, il padre di Jack, che si lamenta della prodigalità del figlio e vorrebbe insegnargli una lezione: decide di farlo arrestare per i suoi debiti e fargli spendere una notte in prigione. Ma Moll ha sentito tutto e avverte Jack, che scappa dalle guardie.
Atto IV
Nascosti in camera da letto, Sir Alexander e Trapdoor aspettano Moll e Sebastian. L'aristocratico ha anche disposto in bella vista diamanti e gioielli per indurre la virago a rubarli. Moll, Sebastian e Mary Fitz-Allard (travestita da paggio) entrano nella stanza; i tre discutono il piano ad alta voce, Moll canta una canzone e vede i gioielli, ma non li prende. Intanto le mogli dei negozianti parlano dei damerini e li criticano per la loro mancanza di comprensione sulle donne, sulla vita e sulle relazioni. Un giovane va dai Gallipot e li informa che dovranno andare a processo per aver infranto un contratto: in realtà è un piano architettato dall'avido Laxton, che dopo aver ottenuto le trenta sterline ne vuole altre quindici e poi ancora cento. La signora Gallipot è sconvolta dal rimorso e quando il marito decide di dare i soldi a Laxton (che crede ancora che ricatti la moglie) confessa di avergli mentito e di non essere mai stata fidanzata con Laxton. L'amante interviene prontamente con una nuova bugia per salvare la donna e confessa di aver corteggiato la Gallipot ma di essere stato rifiutato sessualmente, per quanto la donna sposata si sia offerta di aiutarlo economicamente in caso di bisogno. Commosso dalla presunta onestà della moglie, Gallipot invita Laxton a cena e il giovane non viene punito per il furto e l'adulterio.
Atto V
Jack e Moll parlano dell'incidente con i gendarmi e il ragazzo deride il piano del padre, che credeva ingenuamente che del tempo in prigione l'avrebbe curato dalla sua prodigalità: Jack sa infatti che la prigione rende solo peggiori le persone invece di raddrizzarle. Moll, che sospetta di Trapdoor, l'ha licenziato ma l'uomo torna da lei travestito da soldato; la donna lo riconosce e lo scaccia, così come fa con una banda di borseggiatori che hanno provato a rapinare lei e Jack. Moll infatti è molto conosciuta e temuta dai criminali inglesi, dato che la virago mette a frutto la sua conoscenza della malavita locale per difendere e aiutare gli onesti.
A Sir Alexander intanto è giunta voce che il figlio e fuggito con Moll per sposarla. Sir Guy, il padre di Mary, lo prende bonariamente in giro facendogli notare che la figlia sarebbe stata di gran lunga preferibile alla virago. Sir Guy scommette le sue terre che Sebastian e Moll non si sposeranno e Sir Alexander accetta lo scommessa, affermando che chiunque sarebbe una nuova preferibile a Moll. Un servo annuncia l'arrivo di Sebastian e della nuova moglie e Alexander è orripilato nel vedere il figlio entrare mano nella mano con Moll, ma vuole comunque riscuotere da Guy il suo premio. Ma presto il mistero è svelato: Mary entra e viene annunciata come la sposa legittima di Sebastian e Alexander, sollevato, si scusa con lei e con il padre della nuora. I presenti chiedono allora a Moll quando ha intenzione di trovare marito, ma la donna sostiene che non si sposerà mai: Alexander è molto colpito dal senso dell'onore e dalla castità della donna e giura di non giudicare mai più le persone basandosi sul pensiero comune.